# Pinellia polyphylla
Pinellia polyphylla är en kallaväxtart som beskrevs av S.L.Hu. Pinellia polyphylla ingår i släktet Pinellia och familjen kallaväxter. Inga underarter finns listade.